# T27 (veículo blindado)
O T27 foi u, protótipo de veículo blindado leve de combate desenvolvido para o Exército dos Estados Unidos em 1944 pela empresa Studebaker Corporation. O T27 foi um veículo de oito rodas, com o primeiro, segundo e quarto par de rodas sendo provido de tração, com capacidade para quatro tripulantes, o T27 era armado com um canhão de 37 mm (1,46 in) e duas metralhadoras calibre .30 (7,62 mm (0,300 in)), seu motor era um Cadillac de oito cilindros à gasolina, somente dois foram produzidos em 1944.
O T27 teve a produção cancelada em favor do modelo T28 Wolfhound da Chevrolet.